# Năm thiên văn
Năm thiên văn, hay năm sao hay năm theo sao là khoảng thời gian trung bình để Mặt Trời trở lại cùng một vị trí khi so sánh với các ngôi sao của bầu trời. Năm thiên văn thực chất là chu kỳ quỹ đạo của Trái Đất. Năm thiên văn tương đương với 365,2564 ngày mặt trời trung bình. Năm thiên văn dài hơn năm chí tuyến 20 phút và 24 giây.
Do Mặt Trời và các ngôi sao không thể quan sát cùng một lúc nên điều này cần phải được giải thích một chút. Nếu như một người quan sát bầu trời phía đông vào lúc bình minh thì các ngôi sao cuối cùng nhìn thấy không phải ngày nào cũng vậy. Trong khoảng 1 tuần hay dài hơn một chút người đó có thể thấy chúng dịch chuyển về phía trước (sang phía tây hơn nữa). Ví dụ, trong tháng Bảy ở bắc bán cầu người ta không thể thấy chòm sao Lạp Hộ (Orion) vào lúc bình minh, nhưng trong tháng Tám thì nó bắt đầu xuất hiện. Trong một năm, tất cả các chòm sao "quay" ngang qua bầu trời.
Nếu người quan sát có thói quen quan sát bầu trời trước lúc rạng đông trong nhiều ngày thì chuyển động này càng dễ nhận ra và dễ dàng đo đạc hơn là sự di chuyển bắc-nam của điểm Mặt Trời mọc ở đường chân trời, và đây là định nghĩa của năm chí tuyến mà lịch Gregory dựa vào. Điều này cũng giải thích tại sao nhiều nền văn minh bắt đầu năm của họ vào ngày đầu tiên xuất hiện của một ngôi sao đặc biệt nào đó (ví dụ sao Thiên Lang (Sirius)) có thể quan sát được từ Trái Đất vào lúc rạng đông. Trong Works and Days của Hesiod, thời gian trong năm để gieo hạt, thu hoạch mùa màng v.v được tính theo tham chiếu tới lần xuất hiện đầu tiên của các ngôi sao nhất định.
Cho đến thời kỳ của Hipparchus, các năm được đo theo các ngôi sao đã được coi là chính xác như năm chí tuyến. Trên thực tế, năm thiên văn dài hơn một chút so với năm chí tuyến. Sự khác biệt này sinh ra bởi hiện tượng tuế sai của trục Trái Đất. Một năm thiên văn là tương đương với 1 + 1/26000 hay 1,000039 năm chí tuyến.